# Luz-Saint-Sauveur
Luz-Saint-Sauveur (en occitano: Lus e Sant Sauvaire) es una comuna de Francia, situada en el departamento de Altos Pirineos, en la región de Mediodía-Pirineos. Se denominó simplemente Luz hasta 1962, año en que tomó su nombre actual. Sus habitantes son llamados luzéens.

## Geografía
Luz es una comuna situada en plenos Pirineos, atravesada por el Gave de Gavarnie y el Gave du Bastan, que se unen cerca de la localidad para formar el Gave de Pau. Está edificada sobre el cono morrénico del arroyo de Yse, que desemboca en el Gave du Bastan a la altura de la villa. Las inundaciones han sido la constante en la historia de la comuna debido a esta situación, pero fueron reducidas durante el siglo XX gracias a la construcción de diques.
Esta comuna es atravesada por el meridiano de Greenwich.

## Historia
Todo el valle de Luz está situado en una zona muy propensa a temblores de tierra, siendo el más importante el sucedido el 21 de junio de 1660 en una zona comprendida entre Saint-Savin, Bagnères de Bigorre y Luz, que ocasionó 12 víctimas, enormes daños en la región y algunos cambios naturales en las montañas. Son habituales pequeños temblores de una intensidad de 2 a 2,5 en la escala de Richter, que rara vez se aproximan al nivel 5. El último importante registrado, con el epicentro muy próximo a Luz-Saint-Sauver se produjo el 17 de noviembre de 2006, con una magnitud de 4,9, que no causó daños importantes.

## Demografía
| 969 | 1104 | 1040 | 1159 | 1173 | 1098 | 1070 |
| Para los censos de 1962 a 1999 la población legal corresponde a la población sin duplicidades (Fuente: INSEE [Consultar]) |      |      |      |      |      |      |

Fuente: INSEE

## Patrimonio
- Eglise des Hospitaliers de St Jean (Iglesia de los Hospitalarios de San Juan): iglesia templaria edificada entre los siglos s. XII y s. XIII, construida para proteger a los habitantes de luz de los ataques de los migueletes.
- Chapelle Solférino (Capilla Solferino): capilla con torre bizantina reconstruida en 1859 por orden del emperador Napoleón III sobre las ruinas de la antigua Capilla de San Pedro.
- Thermes de Saint-Sauveur (Termas de Saint-Sauver): estación termal explotada desde el siglo XVI y muy frecuentada por la alta sociedad y la aristocracia durante el siglo XIX, famosa por sus aguas medicinales. Renovada en 1995, sus aguas, con una temperatura natural de 33.º, son ricas en sales minerales y azufre.

## Deportes de invierno
Junto a Luz-Saint-Sauver se encuentra la estación de esquí de Luz-Ardiden. Localizada a 14 km del centro de la localidad, Luz-Ardiden (1700-2500 m s. n. m.) se extiende sobre un dominio de unas 100 hectáreas, incorporando 60 km de pistas balizadas de todos los niveles, y está dotada del más moderno equipamiento, incluyendo una pista de 135 m. para novatos. Esta instalación debe gran parte de su fama a su presencia como final de etapa en varias ediciones del Tour de Francia, que desde 1985 ha visitado en 7 ocasiones la estación. A 24 km también se encuentra la estación de esquí de La Mongie tras coronar y descender 5 kilómetros la mítica cima del Tour de Francia del Tourmalet, paso de montaña que más veces ha incluido en su recorrido el Tour.

## Ciudades hermanadas
- Höchberg (Alemania), desde 1977.